# Ribeirão Isabel
Ribeirão Isabel es una localidad caboverdiana del municipio de Santa Catarina.

## Geografía
La localidad está situada en la isla de Santiago.

## Organización territorial
La localidad abarca los lugares y barrios de:
- Achadinha
- Baixo Carreira
- Chã de Laranja
- Massapé de Baixo Carreira
- Mato Garça
- Mato Real
- Ribeirão Isabel